# لیلا خان (خواننده)
لیلا خان (پشتو: لیلا خان‎؛ زاده ۱۴ ژوئن ۱۹۹۷)؛ یک خواننده پلی‌بک پاکستانی است.

## اوایل زندگی و حرفه
لیلا خان کار خود را درسال ۲۰۱۳ آغاز کرد و بیشتر کارهای خود را به زبان پشتو تولید کرد. سروده های دیگر او شامل شعرهای اردو و عربی است. او در درجه اول با لاتون پخش کار کرده است.
لیلا خان نخستین خوانندگی خود را با آهنگ «ز لیلا یما» انجام داد. او درسال ۲۰۱۵ آهنگ‌هایی با نام‌های «خبر د پختو د» و «ضیر ضیر سه مری زندگی می انه» را تولید کرد که برای تیم کریکت سوپرلیگ پاکستان پیشاور زلمی ضبط شد. او همچنین در صنعت فیلم سینمای پشتو کار کرده است.
در ژانویه ۲۰۱۵، لیلا خان یکی از خوانندگان آهنگ امان بود که توسط لایق زاده لایق به یاد کسانی که در حمله به مدرسه پیشاور ۲۰۱۴ جان خود را از دست دادند، سروده شد. از ماه مه ۲۰۱۶، لیلا خان با فواد خان صاحب لاتون پخش برای تکمیل آخرین آلبوم پشتو خود کار می کرد که بر دانش آموزان مدرسه عمومی ارتش پیشاور و همه کسانی که در کشتار مدرسه پیشاور در سال ۲۰۱۴ جان باختند، متمرکز بود. دو آهنگ از این آلبوم قبلا منتشر شده است.
درسال ۲۰۱۶، لیلا خان نماینده منتخب پاکستان برای اجرای کنسرت های بین المللی متعدد در تونس به همراه سایر خوانندگان جهانی بود. شرکت لیلا خان در کنسرت‌های موسیقی تونس بر اساس گزارش‌ها بر «توسعه صلح در منطقه‌ای متاثر از شورش‌های شبه‌نظامی که پنج سال پیش آغاز شد» متمرکز بود. او همچنین به خاطر یک آهنگ تلفیقی که به پنج زبان مانند پشتو، اردو ، فرانسوی ، انگلیسی و دری اجرا کرد، شهرت دارد. تا ماه مه ۲۰۱۶، او در پنج کنسرت اجرا کرده است که گزارش‌هایی مبنی بر برنامه‌ریزی ۲۵ کنسرت دیگر انجام داده است.